# Dąbrówka Szczepanowska
Dąbrówka Szczepanowska est une localité polonaise de la gmina de Pleśna, située dans le powiat de Tarnów en voïvodie de Petite-Pologne.